# Mieke Offeciers-Van De Wiele
Mieke Offeciers-Van De Wiele (ur. 12 sierpnia 1952 w Kruibeke) – belgijska i flamandzka działaczka gospodarcza, przedsiębiorca i polityk, w latach 1992–1993 minister budżetu.

## Życiorys
Z wykształcenia prawniczka. W 1975 podjęła pracę w organizacji Vlaams Economisch Verbond, flamandzkiej konfederacji pracodawców. Od 1986 kierowała działem badawczym VEV. Działaczka Chrześcijańskiej Partii Ludowej. Od marca 1992 do września 1993 sprawowała urząd ministra budżetu w rządzie, którym kierował Jean-Luc Dehaene.
Powróciła następnie do Vlaams Economisch Verbond, do 2000 pełniła funkcję dyrektora zarządzającego organizacji. Później zawodowo związana m.in. z przedsiębiorstwem konsultingowym Interel. Powołana też do rady dyrektorów Infrabel, państwowego operatora infrastruktury kolejowej.